# Jacopo della Lana
Jacopo della Lana, genannt „il Laneo“ (* nach 1278 in Bologna; † nach 1358 ebendort), war ein italienischer Literat, der als erster Glossator der gesamtgen Göttlichen Komödie von Dante Alighieri bekannt wurde.

## Leben
Das Geburtsjahr von Jacopo Della Lana ist unbekannt, kann aber mit Sicherheit nach 1278 angesetzt werden, da er in einer Volkszählung der waffenfähigen Bürger über 18 Jahre von 1296 nicht auftaucht. Seine Familie stammte ursprünglich aus Florenz: Sein Vater Uguccione ist seit 1293 in der Società dei Toschi registriert, die in Bologna die aus Florenz stammenden Bürger versammelte, ebenso sein Großvater Filippo seit 1263. Im August 1308 verkauften sein Vater und seine Onkel Oliviero und Bartolomeo ihr Haus und verließen Bologna; 1323 tauchten sie in Venedig wieder auf, aber es scheint nicht, dass Jacopo bei ihnen war.
Die wenigen anderen Informationen über Della Lana stammen aus den Codices mit dem Kommentar, der ihn berühmt gemacht hat. Besonders wertvoll sind die Angaben des bergamaskischen Rechtsgelehrten Alberico da Rosciate, der seine lateinische Übersetzung von Della Lanas Kommentar wie folgt abschließt: „Hunc comentum tocius huius comedie composuit quidam dominus Iacobus de lalanna Bononiensis licentiatus in artibus et teologia, qui fuit filius fratris Filipi de lalana ordinis Gaudentium; et fecit in sermone vulgari tusco“. Obwohl Rosciate seinen Vater Uguccione mit seinem Großvater Filippo verwechselt und ihn fälschlicherweise als Bruder Gaudente bezeichnet, scheint die Qualifikation „licentiatus in artibus et teologia“, die er dem Verfasser des Kommentars „Iacobus de lalanna Bononiensis“ zuschreibt, schwer zu widerlegen zu sein.
Nach Jacopo Alighieri und Graziolo Bambaglioli, von denen er sich inspirieren ließ, war Della Lana der dritte der großen Kommentatoren der Göttlichen Komödie und der erste, der die gesamte Dichtung kommentierte, wobei er sich nicht auf eine wörtliche Auslegung beschränkte, sondern sie einer philosophisch-theologischen Leseart unterzog, in der er seine eigene Persönlichkeit als „gelernter Theologe“ offenbarte. Casnati zufolge „kann man den Geist der Exegese Della Lanas, die sich auf die zeitgenössische scholastische Kultur stützt und vor allem Gestalt annimmt, nur dann richtig verstehen und würdigen, wenn man ihn in den Kontext der Bologneser Lehre stellt.“.
Luciano Scarabelli hatte bereits bemerkt, dass Della Lana Thomas von Aquin oft als Mönch und nicht als Heiligen bezeichnete. Luigi Rocca bemerkte eine Passage am Ende des Kommentars zum Inferno, in der Della Lana Thomas als „diesen gesegneten Heiligen“ bezeichnet: „Dies führt dazu. das Della-Lana-Kommentar zum ersten Gesang nach der Heiligsprechung des hl. Thomas, dem 18. Juli 1323, und die Fassung das gesamten Kommentars in die folgenden Jahre zu datieren.“
Das Jahr seines Todes ist ebenfalls unbekannt; bekannt ist nur, dass er 1358 noch lebte.

## Ausgaben desKommentars
- Dante Allighieri: Incomincia la Commedia. Vendelin de Spiera stampatore, Venedig 1477.

Die Inkunabel von Wendelinus de Spira enthält die Kommödie mit dem vollständigen Kommentar von Jacopo della Lana. Sie weist jedoch ein merkwürdiges und seltsames Detail auf, das die Gelehrten vergeblich beschäftigt hat: Im Kolophon gibt Wendelinus an, dass er den (vulgarisierten) Kommentar von Benvenuto da Imola herausgibt. Die Frage ist suggestiv und bleibt offen: Es könnte sich um ein Missverständnis handeln oder um eine redaktionelle List, da der Kommentar von Benvenuto zu jener Zeit begehrter war. Aber dies sind nur Hypothesen.
- Dante degli Allagherii: Comedia col commento di Jacopo di Giovanni dalla Lana bolognese. Hrsg.: Luciano Scarabelli, Carlo Moretti. dall'arte di Giuseppe Civelli cavaliere, Mailand 1865.
- Dante degli Allagherii: Comedia col commento di Jacopo della Lana bolognese. Hrsg.: Luciano Scarabelli. Nuovissima edizione sopra iterati studii Auflage. 3 voll. Tipografia Regia, Bologna 1866 (Inferno in der Google-Buchsuche; Purgatorio in der Google-Buchsuche; Paradiso in der Google-Buchsuche).
- {Iacomo della Lana: Commento alla Commedia. Hrsg.: Mirko Volpi, Arianna Terzi. 4 voll. Salerno editrice, Rom 2009, ISBN 978-88-8402-674-3 (Abschrift der Handschriften 1005 aus der Biblioteca Riccardiana in Florenz und AG XII 2 aus der Biblioteca nazionale Braidense in Mailand).
- Jacopo della Lana: Il commento al Purgatorio. Hrsg.: Valentina Petaros Jeromela. Aracne, Ariccia 2016, ISBN 978-88-548-7943-0 (Transkription des codice Vaticano Ottoboniano 2358).